# Bellator 15
Bellator XV foi um evento de MMA, organizado pelo Bellator Fighting Championships ocorrido dia 22 de abril de 2010 no Mohegan Sun Arena em Uncasville, Connecticut.  O card contou com as Quartas de final dos Torneios dos pesos Penas e Meio Médios. O evento foi transmitido no Fox Sports Net e suas afiliais regionais.

## Background
Dan Hornbuckle era esperado para enfrentar Sean Pierson, mas Pierson foi forçado a se retirar da luta devido a uma lesão nas costas. Tyler Stinson foi seu substituto.
Jim Wallhead foi forçado a se retirar de luta contra Jacob McClintock porque a viagem aérea não estava disponível na Inglaterra. Ryan Thomas foi o substituto de Wallhead's.